# Garde nationale de l'Ukraine
La garde nationale de l'Ukraine (ukrainien : Національна гвардія України) est une force de gendarmerie active du 4 novembre 1991 au 11 janvier 2000, puis réactivée le 13 mars 2014,,,,.

## Historique

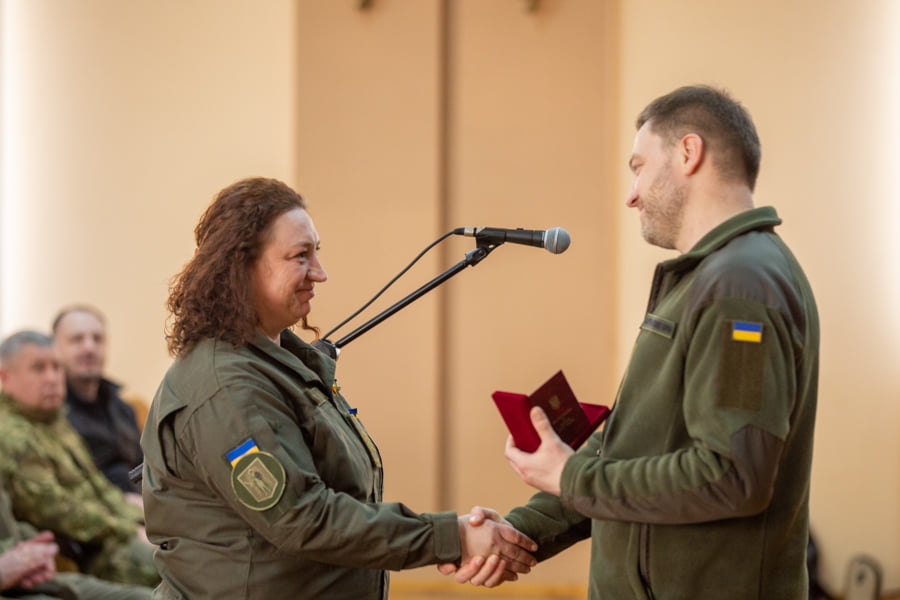
Remise de médaille par Denys Monastyrsky, ministre ukrainien de l'intérieur, lors de la cérémonie pour le 8e anniversaire de l'unité le 26 mars 2022.

La garde nationale a été recréée conformément à la loi ukrainienne no 4393 « de la garde nationale de l'Ukraine » du 12 mars 2014, au moment de l'intervention russe en Crimée. La force a été créée à partir des troupes intérieures de l'Ukraine, avec le but d'y incorporer les formations paramilitaires loyalistes.

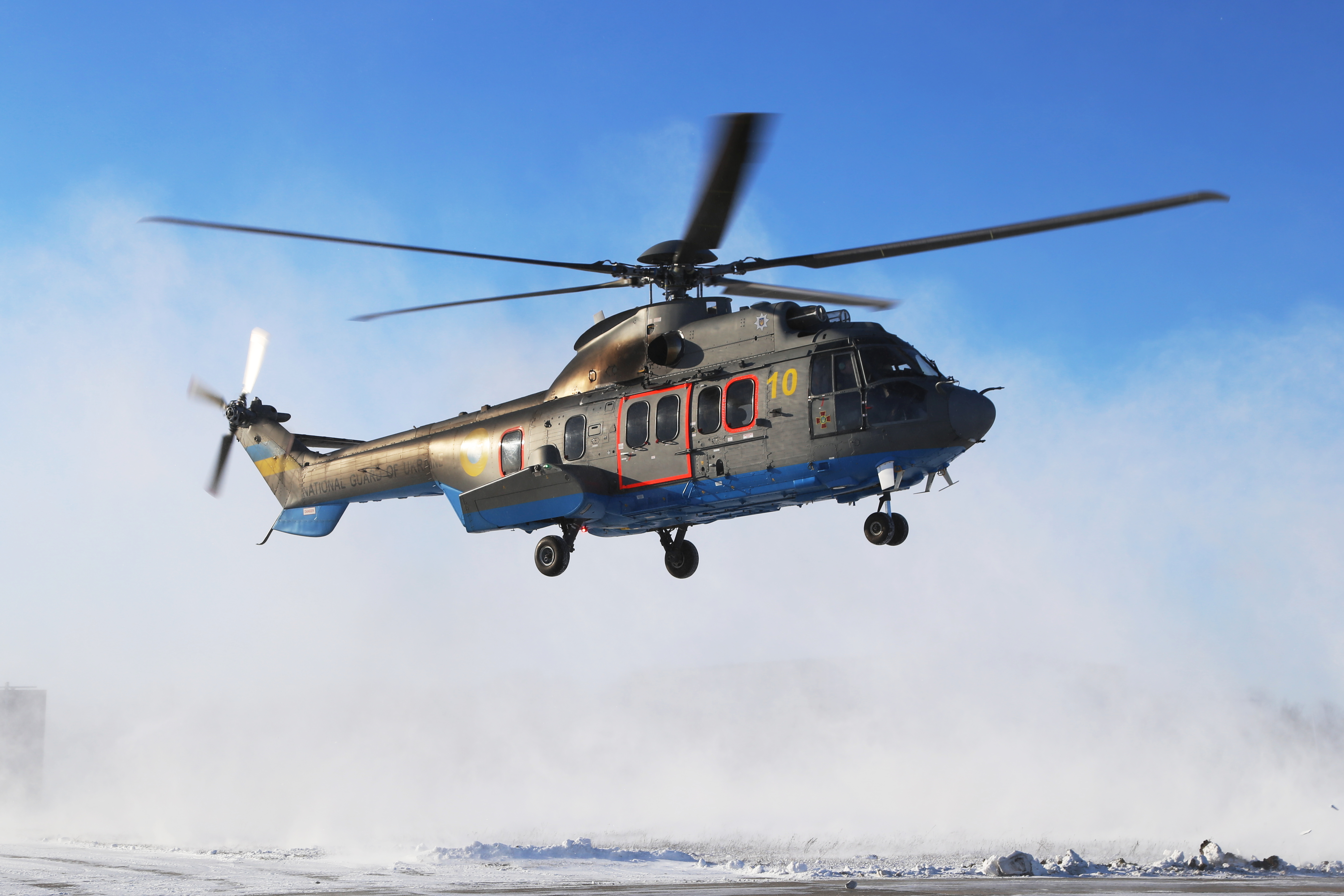
En 2018, 21 hélicoptères Super Puma sont commandés. Une dizaine aurait été livrée avant le déclenchement de la guerre de 2022

La garde nationale est chargée de maintenir l'ordre public, de protéger des sites tels que les centrales nucléaires et de « faire respecter l'ordre constitutionnel et de rétablir l'activité des organes de l'État », en partie en référence à la situation en Crimée, ainsi qu'à la menace russe perçue pour l'Ukraine dans son ensemble. Dans les régions orientales du pays en particulier, non seulement la garde nationale renforce les unités militaires régulières qui se défendent contre une invasion russe redoutée, mais elle doit également faire respecter la partie 1 de l'art. 109 du code pénal ukrainien (agir comme une force anti-insurrectionnelle contre les cinquièmes colonnes et les infiltrés).
L'unité est engagée lors de l'invasion de l'Ukraine par la Russie en 2022.

## Structure

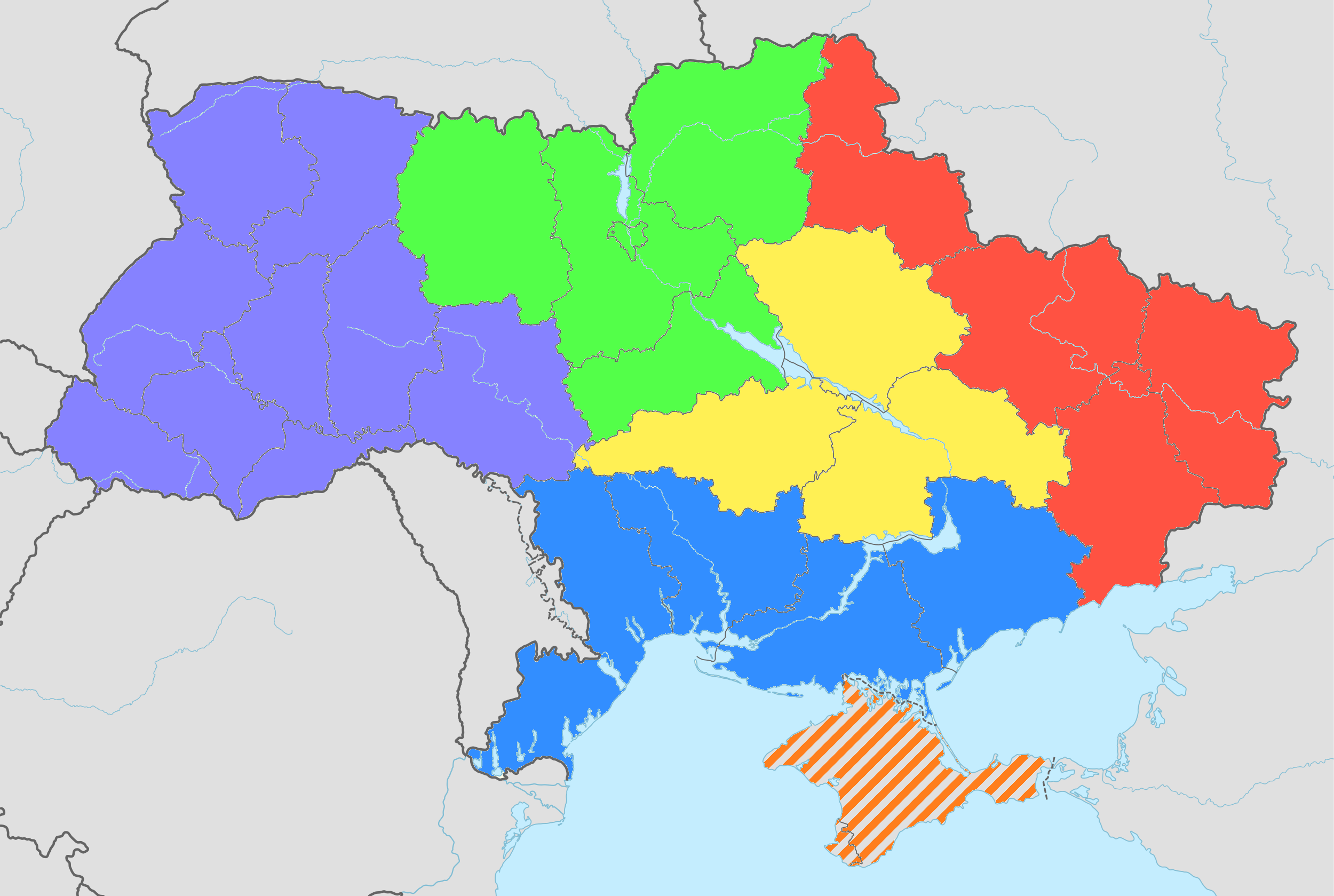
Les 5 régions militaires de la garde nationale. La garde nationale est organisée en cinq commandements territoriaux opérationnels : Ouest (Lviv) ; Nord (Kiyiv) ; Centre (Dnipro) ; Est (Kharkiv) et Sud (Odessa) ; le commandement Crimée est conservé en théorie mais n'est pas opérationnel car il se trouve en territoire occupé par la Russie depuis 2014.

La Structure de la Garde nationale d'Ukraine est la suivante
Les 1er et 2e bataillons de protection sont détruits en février et mars 2022 lors de l'invasion russe de l'Ukraine. Ils défendaient respectivement les centrales nucléaires de Tchernobyl et Zaporijjia (Enerhodar).
Commandement territorial opérationnel Ouest
Situé à Lviv, il comprend les oblasts de Lviv, Vinnytsia, d'Ivano-Frankivsk, Transcarpatie Tchernivtsi, Volhynie, Rivne et Khmelnytskyï, dirigé par le Lieutenant général Oleksandr Nabok.
Commandement territorial opérationnel Sud
Situé à Odessa, il comprend les oblast de Kherson, Mykolaïv, Zaporijjia et d'Odessa, dirigé par le Major Général Oleg Podlubny
Commandement territorial opérationnel Nord
Situé à Kyïv, il comprend les oblasts de Kyïv, Tchernihiv, Jytomyr et Tcherkassy, dirigé par le Major Général Mykola Mykolenko.
Commandement territorial opérationnel Est
Situé à Kharkiv, il comprend les oblast de Kharkiv, Donetsk, Louhansk et Soumy, dirigé par le Major Général Oleg Sakhon.
Commandement territorial opérationnel Centre
Situé à Dnipro, il comprend les oblats de Dnipropetrovsk, Kirovohrad et Poltava, dirigé par le lieutenant-général Volodymyr Gordiytchouk.

### Ordre de bataille
- Direction principale (uk), Kiev[6] ;
  -  Administration territoriale ouest (uk), unité 2250, Lviv[7],[6] ;
    -  2e brigade « galicienne » (uk), unité 3002, Lviv[8], Ternopil, Oujhorod[6] ;
      - 1er bataillon de fusiliers, Lviv[9] ;
      - 2e bataillon de fusiliers, Ternopil[9] ;
      -  4e bataillon de fusiliers, Oujhorod[10] ;
      - 5e bataillon de fusiliers, Drohobytch
      -  15e bataillon de la Garde nationale (uk), unité 3055, Rivne[11],[6] ;
      - unités de soutien, Lviv[9] ;

    -  14e brigade d'assaut « Chervona Kalyna », unité 3028, Kalynivka[12],[6] ;
    - 24e régiment de la Garde nationale, unité 3113, Tchernivtsi[13] ;
    - 26e régiment de la Garde nationale, unité 3115, Chasnivtsi (uk)[14] ;
    -  40e régiment «  Danylo Nechay » (uk), unité 3008, Vinnytsia[15],[6] ;
    -  45e régiment « Oleksandr Krasitsky » (uk), unité 4114, Lviv[16],[6] ;
    -  50e régiment « Semen Vysochan » (uk), unité 1241, Ivano-Frankivsk[17] ;
      -  4e bataillon opérationnel « Kruk » (uk), Ivano-Frankivsk[18] ;

    -  3e bataillon de protection d'installations importantes (uk), unité 3043, Netichyn (Centrale nucléaire de Khmelnitski)[19] ;
    -  5e bataillon de protection d'installations importantes (uk), unité 3045, Varach ( Centrale nucléaire de Rivné)[20] ;
    -  13e bataillon de la Garde nationale (uk), unité 3053, Khmelnytskyï[21],Kamianets-Podilskyï[6] ;
    -  32e bataillon de la Garde nationale (uk), unité 1141, Loutsk[22],[6] ;

  -  Administration territoriale sud (uk), unité 3003, Odessa[6],[23] ;
    -  15e brigade opérationnelle « Bohdan Zavada », unité 3029, Zaporijjia[6],[24],[23] ;
      -  Quartier général de l'unité
      - 1er bataillon de gardes[24] ;
      - 2e bataillon de gardes[24] ;
      - 3e bataillon de gardes[24] ;
      - Compagnie blindée[24] ;
      - Bataillon d'artillerie[24] ;
      - Bataillon de défense anti-aérienne[24] ;
      - Compagnie de reconnaissance[24] ;

    -  11e brigade « Mykhaïlo Hrouchevsky » (uk), unité 3012, Odessa[6],[23],[25] ;
      - 1re bataillon de gardes [25] ;
      - 2e bataillon de gardes [25] ;
      - 3e bataillon de gardes [25] ;

    -  34e régiment de la garde nationale (uk), unité 3056, Kherson[6],[26],[23] ;
    -  18e bataillon de la garde nationale (uk), unité 3058, Izmaïl[6] ;
    -  19e régiment de protection de l'ordre public (uk), unité 3039, Mykolaïv[6],[23],[27] ;
      -  Quartier général de l'unité
      - 1er bataillon de gardes[27] ;
      - 2e bataillon de gardes[27] ;
      - 3e bataillon de gardes[27] ;

    -  19e bataillon de transport (uk), unité 3026 à Zaporijia[6] ;
    -  23e brigade de protection de l'ordre public, unité 3033, Zaporijjia[6],[23] ;
    -  34e bataillon de transport (uk), unité 3014, Odessa[6] ;
    -  4e bataillon de protection d'installations importantes (uk), unité 3044, Youjnooukraïnsk (Centrale nucléaire d'Ukraine du Sud)[6],[28] ;

  -  Administration territoriale nord (uk), unité 3001, Kiev[6] ;
    -  1re brigade présidentielle d'affectation opérationnelle « Bureviy », unité 3027, Novi Petrivtsi[29],[6] ;
      -  État-major de la brigade [29] ;
      -  Bataillon opérationnel « Serhiy Koultchytskyi » [29] ;
      - 1re bataillon de gardes [29] ;
      - 2e bataillon de gardes [29] ;
      - 3e bataillon de gardes [29] ;
      - Bataillon d'artillerie [29] ;
      - Bataillon de défense anti-aérienne [29] ;

    -  75e bataillon de la Garde nationale, unité 3047, Jytomyr[30] ;
    -  25e brigade de sécurité et de protection publique « prince Askold  », unité 3030, Kiev[31],[6] ;
    -  31e régiment de la Garde nationale, unité 3061, Tcherkassy[32],[6] ;
    -  27e brigade Petchersk, unité 3066, Kiev[6] ;
    - 25e régiment de la Garde nationale, unité 3114[33] ;
    -  27e régiment de la Garde nationale, unité 3082, Tchernihiv[34] ;
    -  Centre d'entrainement (uk), unité 3070, Starye[6];

  - Administration territoriale est (uk), unité 2240, Kharkiv[6] ;
    -  3e brigade opérationnelle « Spartan » Petro Bolbotchan, unité 3017, Kharkiv[6] ;
    -  5e brigade, « Slobojansky », unité 3005, Kharkiv[6] ;
    -  12e brigade opérationnel, unité 3057, Marioupol[6] ;
      - 1re bataillon spécial
      - 2e bataillon
      -  Bataillon blindé[35]
      -  Bataillon d'artillerie
      - compagnie d'artillerie anti-aérienne
      - compagnie de Génie

    -  18e brigade Sloviansk, unité 3035, Sloviansk[6] ;
    -  11e bataillon séparé, unité 3051, Soumy[6] ;
    -  13e brigade « Khartia », unité 3102, Kharkiv ;

  -  Administration territoriale centre (uk), unité 3006, Dnipro[6] ;
    -  31e brigade de la Garde nationale, unité 3036, Dnipro[6] ;
    -  14e bataillon de transport (uk), unité 3054, Dnipro[6] ;
    -  26e bataillon de la garde nationale (uk), unité 3059, Krementchouk[6] ;
    -  17e brigade de la garde nationale (uk), unité 3052, Poltava
    -  21e brigade de protection de l'ordre public, unité 3011, Kryvyï Rih

  - Subordination directe
    -  4e brigade de réaction rapide, unité 3018, Hostomel[6] ;
    -  1er régiment de protection d'installations importantes unité 3021, Dnipro[6] ;
    -  2e régiment de protection d'installations importantes, unité 3022, Choksta[6] ;
    - 3e régiment de protection d'installations importantes, unité 3023, Donetsk (n'est pas opérationnel car son territoire est occupé par la Russie depuis 2014) ;
    -  4e régiment de protection d'installations importantes, unité 3024, Pavlohrad[6] ;
    -  1er bataillon de protection d'installations importantes, unité 3041, Slavoutytch (Centrale nucléaire de Tchernobyl)[6] (détruit lors de l'invasion a grande echelle par la Russie en 2022) ;
    -  2e bataillon de protection d'installations importantes, unité 3042, Enerhodar (Centrale nucléaire de Zaporijjia)[6] (détruit lors de l'invasion a grande echelle par la Russie en 2022) ;
    -  16e brigade de la garde nationale (uk), unité 3101 Dnipro
    -  Groupe Oméga
      -  Unité des Forces Spéciales « Vega Zahid » (uk)
      - Unité spéciale d'Odessa
      - Unité de renseignement spécial « Ares »

### Chefs de corps
- 1991–1995 : Volodymyr Koukharets[36]
- 1995–1996 : Oleksandr Kouzmouk[37]
- 1996–1998 : Ihor Valkiv[38]
- 1998–2000 : Oleksandr Tchapovsky[39]
- 2014 : Stepan Poltorak

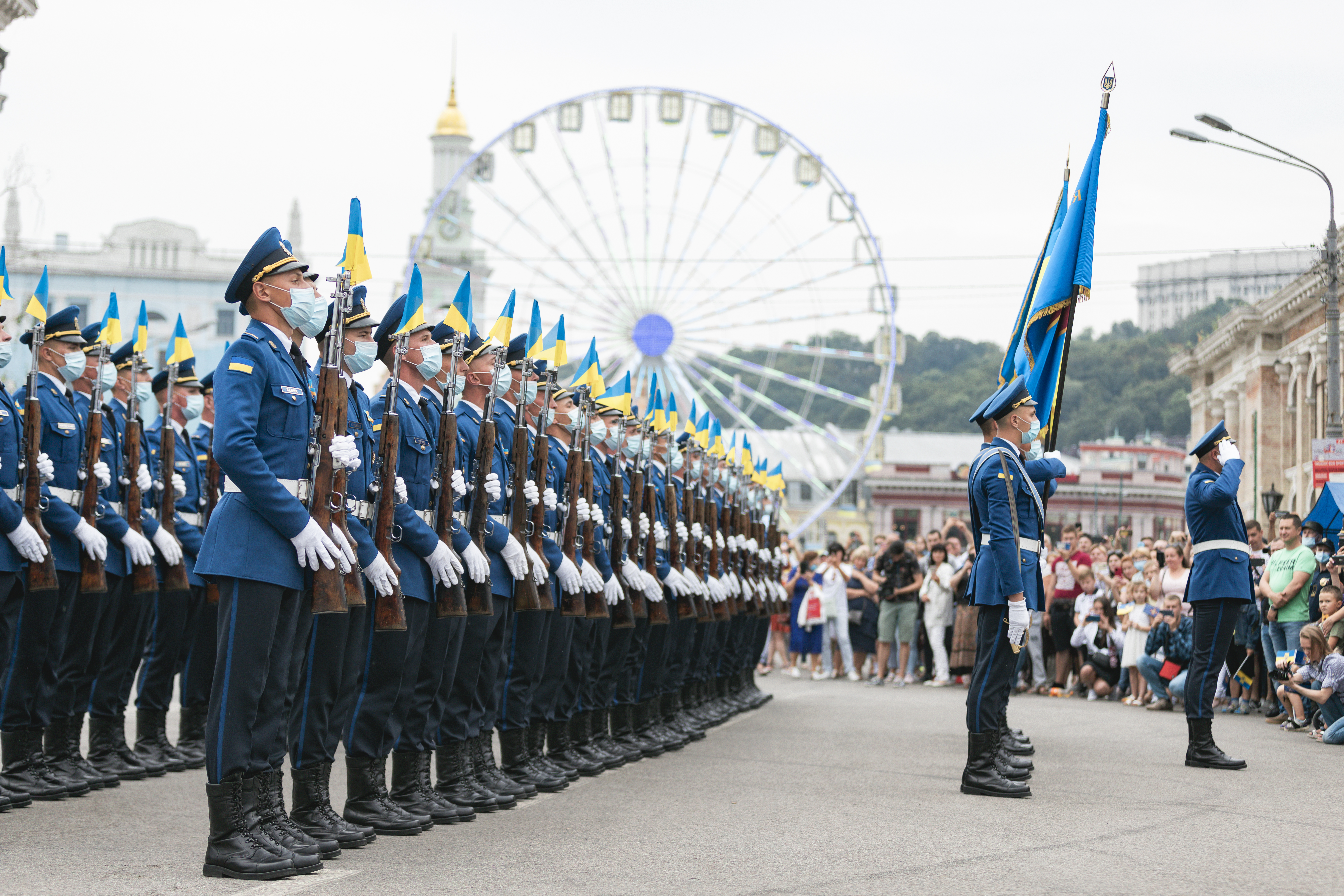
Une garde d'honneur du 25e Brigade de sécurité et de protection publique de la garde nationale.

- 2014–2015 : Mykola Balan (par intérim)
- 2015–2019 : Iouryi Allerov
- 2019–2022 : Mykola Balan[40]
- 2022– juillet 2023 : Iouriy Lebid[40]
- 8 juillet 2023 - présent : Oleksandr Serhiovitch Pivnenko[41].